# Politeia
Politeía (en griego antiguo: Πολιτεία) es un término griego antiguo sin traducción clara en español. Según Laura Sancho «es un concepto griego intraducible». Aunque según esta historiadora es incorrecto, opta por traducirlo por el término «constitución», significado próximo al dado por Aristóteles, quien se había ocupado de las instituciones políticas y de cómo los grupos sociales se distribuían la participación en ellas según fuera la forma de constitución. Para Manuela García Valdés, la noción aristotélica de politeía es el régimen que implica el gobierno de las clases medias bajo una constitución y de acuerdo a la ley.
Para Mogens Hansen, Aristóteles la define en dos pasajes de su Política como la estructura de los órganos de gobierno de la polis, entendida como una forma de gobierno constituida por el «populus» (pueblo) que busca el bien común, a diferencia de la democracia de Atenas (1278b8-10 y 1289a15). Según Hansen, no es la suma de las leyes que rigen un Estado, sino el conjunto de su estructura política. Y añade que, en sentido estricto, designa lo que unía a los ciudadanos entre ellos dentro de una sociedad, es decir: las instituciones políticas del Estado.
Para Raoul Lonis, la palabra politeía tiene dos sentidos principales: 
- régimen, constitución, organización política; y
- derecho de ciudad, ciudadanía y a veces prerrogativas políticas.

En el primer sentido, comprende a la vez las instituciones y una cierta forma de concebir su funcionamiento, de desarrollar un sistema de gobierno en la polis. También para Hansen existe ese segundo sentido en algunos contextos, en los que significa los derechos de los ciudadanos, la actividad política de un ciudadano en particular, o el cuerpo de ciudadanos en su totalidad.
Sin embargo, políteuma (πολίτευμα) es usado en diferentes contextos para 'régimen', 'constitución' y 'organización política', en vez de politeía. En la Biblia, politeía sugiere más bien el ejercicio de los derechos de ciudadanía.